# غونتر هابيتش
غونتر هابيتش (بالألمانية: Günther Happich)‏ (مواليد 28 يناير 1952) هو لاعب كرة قدم. يلعب مع منتخب النمسا لكرة القدم. سبق له أن لعب في كأس العالم لكرة القدم مع منتخب بلاده.

## روابط خارجية
- غونتر هابيتش على موقع الاتحاد الدولي (مؤرشف)  (الإنجليزية)
- غونتر هابيتش على موقع قاعدة بيانات كرة القدم.إي يو (الإنجليزية)
- غونتر هابيتش على موقع ناشيونال فوتبول تيمز (الإنجليزية)
- غونتر هابيتش على موقع عالم كرة القدم.نت (الإنجليزية)